# Henry M. Stratton Medal
Die Henry M. Stratton Medal ist eine Auszeichnung für Hämatologie der American Society of Hematology (ASH).
Sie wird jährlich an zwei Wissenschaftler vergeben, die zum Zeitpunkt der Nominierung 51 Jahre oder älter waren und herausragende Leistungen in hämatologischer Grundlagenforschung bzw. klinischer Forschung erbracht hatten.
Der Preis ist nach Henry Maurice Stratton (1901–1984) benannt, dem Mitgründer des Medizinverlags Grund and Stratton und der Zeitschrift Blood.
Von 1970 bis 1991 war er als Henry M. Stratton Lecture vergeben worden, ab 1992 als Henry M. Stratton Preis.

## Preisträger
Die Henry M. Stratton Lecture hielten:
- 1970 W. Robert Bruce
- 1971 Henry G. Kunkel
- 1972 Oscar D. Ratnoff
- 1973 Albert S. Gordon
- 1974 Ernest Beutler
- 1975 E. Donnall Thomas
- 1976 Wendell F. Rosse
- 1977 Thomas A. Waldmann
- 1978 William N. Valentine
- 1979 Henry S. Kaplan
- 1980 Yuet W. Kan
- 1981 Clement A. Finch
- 1982 Ernest A. McCulloch
- 1983 Eugene P. Cronkite
- 1984 Samuel Rapaport
- 1985 Vincent DeVita
- 1986 Bernard Babior
- 1987 Robert C. Gallo
- 1988 Robert S. Schwartz
- 1989 Aaron J. Marcus
- 1990 Malcolm Moore
- 1991 Ralph L. Nachman

Preisträger der Medaille:
- 1992 Kenneth G. Mann
- 1993 Earl W. Davie
- 1994 Titus H. J. Huisman
- 1995 David G. Nathan
- 1996 Bernard Forget
- 1997 Rainer Storb
- 1998 Arthur W. Nienhuis
- 1999 Helen Ranney
- 2000 H. Franklin Bunn
- 2001 Harold R. Roberts
- 2002 George Stamatoyannopoulos
- 2003 Janet Rowley
- 2004 Stanley Korsmeyer
- 2005 Barry Coller
- 2006 Jack Hirsh
- 2007 Carlo Croce
- 2008 Clara D. Bloomfield
- 2009 Connie Eaves
- 2010 Sanford Shattil
- 2011 Ching-Hon Pui
- 2012 David Ginsburg, Richard Aster
- 2013 Nancy Andrews, Elaine Jaffe
- 2014 Geraldine P. Schechter, Timothy Springer
- 2015 Nancy Speck, Karl Welte
- 2016 J. Evan Sadler, Ayalew Tefferi
- 2017 Josef Tomas Prchal, Sherrill J. Slichter
- 2018 Freda K. Stevenson, Brunangelo Falini
- 2019 William Eaton, Richard A. Larson
- 2020 Michelle Le Beau, Maria Domenica Cappellini
- 2021 Denisa Wagner, Kwaku Ohene-Frempong
- 2022 Timothy Ley, Robert Montgomery
- 2023 Rodger McEver, James B. Bussel
- 2024 Douglas Cines, Katherine High
- 2025 Karina Yazdanbakhsh, David A. Williams